# 模型の世界首都 静岡ホビーフェア
模型の世界首都 静岡ホビーフェア（もけいのせかいしゅと しずおかホビーフェア）とは、静岡市が主催したイベント。

## 概要
バンダイやタミヤ等の静岡市内の模型メーカーの協力を得て、ホビー関連の観光資源を集め、国内外の来静者にホビーフェアを「見て」「触れて」「感じて」もらうことで、静岡市の産業をPRするとともに魅力あるシティプロモーションを展開することを目的とした。
開催期間
- 2010年（平成22年）7月24日（土曜日）から2011年（平成23年）3月27日（日曜日）

会場
- 東静岡広場（静岡市葵区長沼、JR東静岡駅北側）

主催
- 静岡市

共催
- 静岡ホビーフェア実施本部（以下の団体で構成）
  - 静岡特産工業協会
  - ホビーのまち静岡実行委員会
  - 財団法人静岡産業振興協会、
  - 株式会社バンダイ
  - 静岡市

入場料
- 無料、ただしホビーミュージアムは有料（中学生以上600円、小学生200円、未就学児は無料）

## 累計来場者数の推移
静岡市の目標来場者数は90万人であったが開幕85日目に達成し、その後も数を伸ばした。
- 015万人 - 2010年8月2日
- 050万人 - 2010年8月24日
- 090万人 - 2010年10月16日（目標達成）
- 100万人 - 2010年11月6日
- 130万人 - 2011年1月4日
- 150万人 - 2011年3月5日
- 160万7,485人 - 2011年3月27日（閉幕時）[1]

## 全体構成

### ミュージアムエリア

#### 静岡ホビーミュージアム
静岡市内の模型メーカーの協力を得て、静岡市の地場産業やプラモデルのルーツなどを紹介。開催期間中の入場者数は33万2,038人に上った。
プラモデル50年史コーナー
- 1960年代から現代までのプラモデルを展示。
- 主な展示品
  - ドイツ軍・二輪駆動型サイドカー BMW R75
  - ランナーガンダム1/9.9

雑誌社企画コーナー
- 『電撃ホビーマガジン』、『月刊ホビージャパン』、『モデルグラフィックス』による企画展示コーナー。

模型メーカーコーナー

- 地元模型メーカー6社による代表的な製品展示コーナー。

| メーカー       | 主な展示品                     |
| -------------- | ------------------------------ |
| タミヤ         | ガンブラスター1/1モデル        |
| タミヤ         | 1/32ゼロ戦52型                 |
| タミヤ         | 1/350戦艦大和                  |
| アオシマ       | 1/32デコトラ                   |
| アオシマ       | 1/24ランボルギーニカウンタック |
| ハセガワ       | 1/8フォッカー Dr.I             |
| ハセガワ       | 1/350戦艦長門                  |
| バンダイ       | 1/1コア・ファイター            |
| バンダイ       | 1/1シャア専用ザク・ヘッド      |
| エブロ         | 1/10ホンダスーパーカブC100     |
| エブロ         | 1/12スバル360                  |
| ウッディジョー | 1/75法隆寺五重の塔             |
| ウッディジョー | 1/250戦艦大和                  |
- 静岡特産工業協会ブース

オフィシャルショップコーナー
- プラモデル、木製模型、ミニカー、各社オリジナルグッズ、業界誌、工芸品等の販売。

### RG1/1ガンダムゾーン
- 1/1実物大ガンダム（ガンプラRG（リアルグレード）1/1ガンダム） - ガンダムに触れることができるタッチ&ウォーク、ライトアップを実施。
- オフィシャルショップ - 東静岡限定ガンダムグッズを販売。
- GUNDAM Cafe

### 市PRエリア
- 市PRステージ
- イベントスペース - 日本最大級のスライダー型ふわふわを設置。

### フードエリア
- お台場ラーメンPARK in 静岡ホビーフェア
- 静岡県内外のグルメショップ
  - 富士宮やきそば学会
  - 天神屋
  - 東海軒

## 参考資料
- 静岡市 編『静岡ホビーフェア開催報告書 : 模型の世界首都静岡ホビーフェア』静岡市、静岡、2011年。
- “施策事例 ホビーのまち静岡推進事業「模型の世界首都　静岡ホビーフェア」 （静岡県静岡市）” (PDF). 「市町村の活性化新規施策100事例(平成22年度地域政策の動向)」.   総務省自治行政局地域振興室 (2000年11月24日). 2016年5月22日閲覧。